# Абрам Гольдфаден
Абрам Ґольдфаден (Аврахам Ґольденфоден, 24 липня 1840, Старокостянтинів — 9 січня 1908, Нью-Йорк) — єврейський поет і драматург.
Існують різні варіанти написання його імені та прізвища, викликані відмінністю між діалектами мови їдиш: Авром, Аврам, Авроні, Аврум та інші.
Автор близько 60 п'єс. У 1876 році Ґольдфаден заснував у Румунії першу у світі професійну театральну трупу, що ставила п'єси на їдиші. Завдяки його зусиллям також була здійснена перша театральна постановка в США на мові іврит.

## Життєпис
Гольдфаден народився у родині годинникаря. Його батько вільно володів німецькою та російською, був прихильником гаскали. Своєму синові він дав традиційну єврейську освіту, а згодом віддав на навчання до Житомирського равинського училища. В 1875 році викладав у Сімферополі та Одесі.
Ще під час свого навчання у Житомирі Абрам Гольдман почав писати вірші на івриті. В 1865 році вийшла його перша збірка "Цицим у-фрахім" ("Паростки і квіти"). У ній можна відзначити ідеї сіонізму. Як поет він став відомим завдяки своїм віршам на їдіші. Багато з них із збірок "Дос іделе" ("Єврей") та "Ді ідене" ("Єврейка") стали згодом популярними піснями.
У 1876 році Гольдфаден переїхав до міста Ясси. Там було поставлено його п'єсу "Ді бобе міт дем ейнікл" ("Бабуся і внук"). Це вважається першою театральною виставою на їдиші. З 1887 року часту бував у Нью-Йорку, а з 1903 року переїхав туди взагалі. У своїй творчості драматурга Гольдман намагався показати російський імперський антисемітизм на сюжетах з історії середньовічної Європи (наприклад у п'єсі "Доктор Алмасадо"). Також він використовував єврейський героїчний епос. У драмі "Бар-Кохба" він закликав до національної гордості євреїв.